# تومي ماير
تومي ماير (بالإنجليزية: Tommy Meyer)‏ (20 مارس 1990 سانت لويس الولايات المتحدة - ) هو لاعب كرة قدم أمريكي يلعب كمدافع.

## روابط خارجية
- تومي ماير على موقع الدوري الأمريكي (الإنجليزية)
- تومي ماير على موقع قاعدة بيانات كرة القدم.إي يو (الإنجليزية)
- تومي ماير على موقع AS.com (الإسبانية)